# 悦ちゃん (子役)
悦ちゃん（えっちゃん、1926年6月21日 - ）は、日本の子役俳優である。本名江島 瑠美。

## 経歴
1926年（大正15年）6月21日、東京府東京市（現在の東京都）に生まれる。
父は画家の江島武夫である。東京市杉並区立杉並第四小学校の4年生だった1936年（昭和11年）10月、日活多摩川撮影所が映画『悦ちゃん』の主演子役を募集したのに対して応募して選ばれた。この役名から芸名がついた。

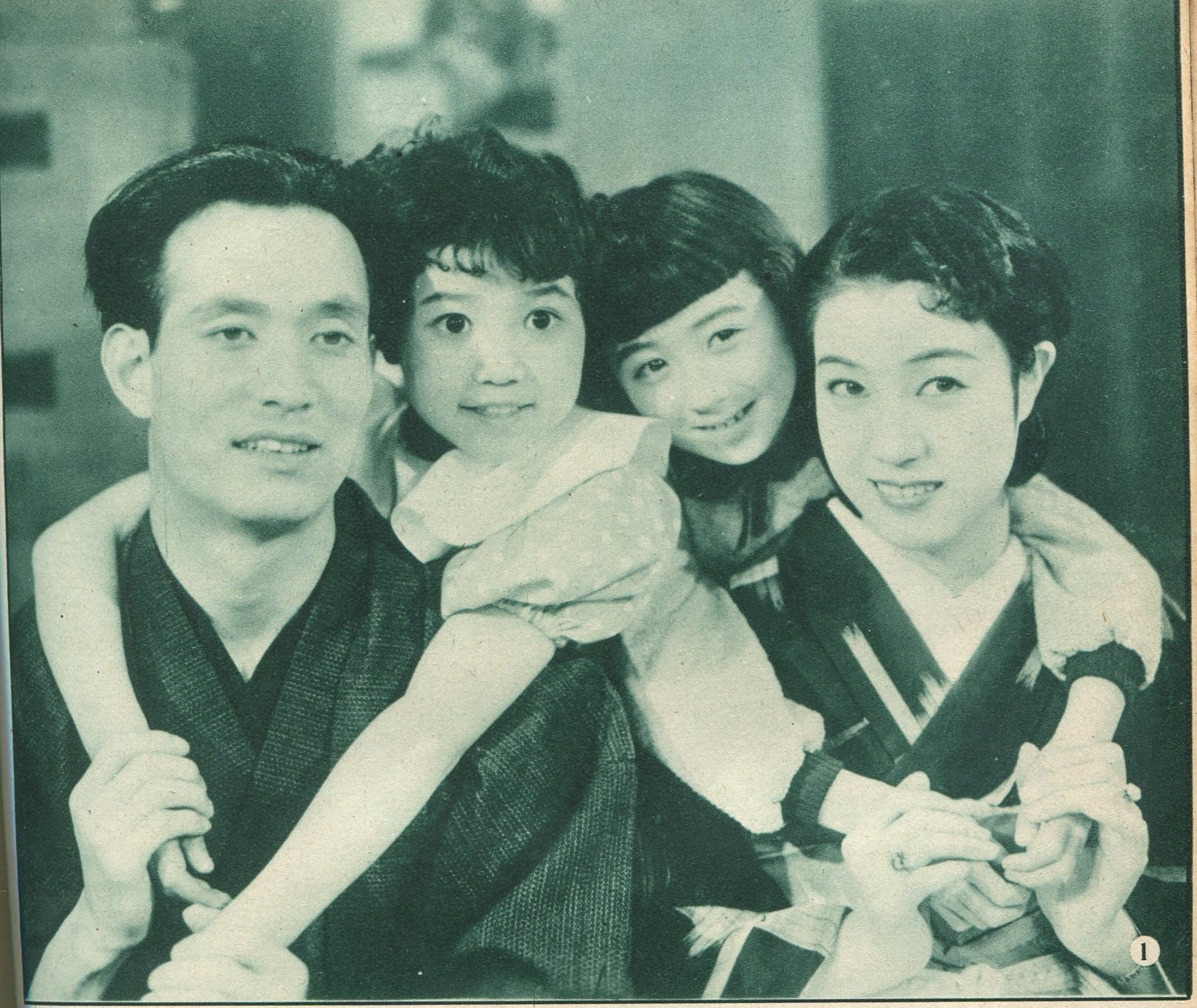
映画『悦ちゃん乗り出す』（1937年、日活）より。左から、中田弘二、悦ちゃん、星美千子、黒田記代

同作は大ヒットし、当時のハリウッドの子役スターであるシャーリー・テンプルになぞらえ、「和製テンプルちゃん」と呼ばれ、人気を博した。
1939年（昭和14年）4月、東宝映画に移籍したが、15歳になる1941年（昭和16年）には映画界から引退した。引退後の消息は不明であるが、書籍『ゴシップ10年史』では1958年のアメリカ・日本の合作映画『黒船』にキャスティング・ディレクターとして参加していたと記載されている。

## フィルモグラフィ
1937年 日活多摩川撮影所
- 悦ちゃん（原作：獅子文六）
- 悦ちゃん乗り出す
- 悦ちゃんの涙
- 悦ちゃんの千人針

1938年 日活多摩川撮影所
- まごころ万才
- 忠臣蔵 地の巻　※日活京都撮影所
- 忠臣蔵 天の巻　※日活京都撮影所
- 悦ちゃん部隊
- 悦ちゃん万才
- 弥次㐂夛道中記　※日活京都撮影所

1939年 東宝映画東京撮影所
- エノケンの鞍馬天狗
- ロッパの子守唄
- まごころ
- 白蘭の歌 前篇
- 白蘭の歌 後篇

1940年 東宝映画東京撮影所
- お転婆社長
- 煉瓦女工　※南旺映画（検閲のため戦後公開、配給松竹、1946年）